# Camporotondo di Fiastrone
Camporotondo di Fiastrone là một đô thị ở tỉnh Macerata ở vùng Marche, có vị trí cách khoảng 60 km về phía tây nam của Ancona và khoảng 25 km về phía tây nam của Macerata. Tại thời điểm ngày 31 tháng 12 năm 2004, đô thị này có dân số 606 người và diện tích là 8,8 km².
Camporotondo di Fiastrone giáp các đô thị: Belforte del Chienti, Caldarola, Cessapalombo, San Ginesio, Tolentino.